# 92685 Cordellorenz
92685 Cordellorenz è un asteroide della fascia principale. Scoperto nel 2000, presenta un'orbita caratterizzata da un semiasse maggiore pari a 2,3445572 UA e da un'eccentricità di 0,1911133, inclinata di 7,02068° rispetto all'eclittica.
L'asteroide è dedicato a Francis Merritt Cordell e Philip Jack Lorenz, due storici direttori che danno anche il nome all'osservatorio da cui è stata compiuta la scoperta.